# Maxime Bossis
Maxime Bossis (Saint-André-Treize-Voies, 26 de junho de 1955) é um ex-futebolista francês.

## Carreira
Ele competiu nas Copas do Mundo de 1978, 82 -- quando perdeu pênalti na semifinal contra a Alemanha -- e 86.
Em clubes, Bossis destacou-se mais no Nantes, onde iniciou a carreira profissional, em 1973.
Teve uma passagem pelo Matra Racing (atual Racing Club) entre 1985 e 1989, antes de regressar ao Nantes, encerrando sua carreira em 1991.